# Sandy Brook (Exploits River)
Der Sandy Brook ist ein 35 km langer rechter Nebenfluss des Exploits River auf der zur kanadischen Provinz gehörenden Insel Neufundland.

## Flusslauf
Der Sandy Brook bildet den Abfluss des etwa 218 m hoch gelegenen Sandy Lake. Ein Wehr reguliert den Abfluss des Sees. Der Sandy Brook fließt in nordöstlicher Richtung. Bei Flusskilometer 20 befindet sich rechtsseitig ein Zufluss des Diversion Lake, der auch abflussreguliert wird. Bei Flusskilometer 7 wird der Sandy Lake auf einer Länge von 4,4 km aufgestaut. Unterhalb des Damms befindet sich das Wasserkraftwerk Sandy Brook. Der Sandy Brook mündet schließlich 9 km westlich von Grand Falls-Windsor in den Exploits River.

## Hydrologie
Der Sandy Brook entwässert ein Areal von etwa 520 km². Der mittlere Abfluss am Wasserkraftwerk Sandy Brook, 7 km oberhalb der Mündung, beträgt 12,4 m³/s. Im April und im Mai führt der Sandy Brook die größte Wassermenge im Jahr, im Mittel 23,8 bzw. 25,5 m³/s.

## Wasserkraftwerk Sandy Brook
Das Wasserkraftwerk Sandy Brook (⊙) befindet sich am Fluss 7 km oberhalb dessen Mündung. Es wurde 1963 in Betrieb genommen. Es besitzt eine Leistung von 6,31 MW. Betreiber der Anlage ist Newfoundland Power, eine Tochtergesellschaft von Fortis Inc.